# Wideboys
The Wideboys – brytyjski duet DJ-ów i producentów: Jima Sullivana i Ediiego Craiga, powstały w Londynie w 1996 roku, znani również pod nazwami: Atari Era, Medieval Hooligans, Once Waz Nice, Scintilator.

## Single
- "All I Wanna Do" (1998)
- "Stand And Deliver" (1999)
- "Heartache" (2000)
- "Sambuca" (2001)
- "Destination Weekend" (2004)
- "If You Wanna Party (Boogie Down)" (2006)]
- "Heartache (Re-Dub)" (2007)
- "Daddy O" (2008)

## Remiksy
- Fedde le Grand – "Put your hands up for Detroit"
- Rihanna – "Don’t Stop The Music"
- Rihanna – "Shut Up And Drive"
- Rihanna – "Question Existing"
- T2 – "Heartbroken"
- Sugababes – "Change"
- Janet Jackson – "Feedback"
- Britney Spears – "Break The Ice"
- Basshunter – "All I Ever Wanted"
- Basshunter – "Please Don’t Go"
- The Pussycat Dolls – "When I Grow Up"
- September – "Can’t Get Over"
- N-Trance – "Set You Free"
- Cascada – "Evacuate The Dancefloor"
- Delinquent Feat. Kcat – "My Destiny"
- Gabriella Cilmi – "Women on a Mission"
- Soulja Boy – "Yahhh!"
- The Saturdays – "Just Can’t Get Enough"
- Taio Cruz – "Come on Girl"
- The Saturdays – "Up"
- Dee-Lux – "Hot Hot Hot"
- N.E.R.D feat. Nelly Furtado – "Hot n' Fun"
- Jason Derülo – "The sky is the limit"
- Parade – "Perfume"
- Parade – "Louder"
- Cheryl Cole – "Call My Name"